# 王序賓
王序賓，字敬侯，號相圃，山西榆次縣東聶村人，清朝政治人物，同進士出身。

## 生平
王序賓幼年聰穎，十七歲入泮，道光二十三年（1843年）癸卯科鄉試中舉人，道光二十七年（1847年）中張之萬榜三甲第三十九名進士。以知縣即用，簽分河南。道光二十九年（1849年）任己酉科鄉試同考官。不久，代理南陽府內鄉知縣，後因丁內艱離任。守喪期滿後不再為官，主講祁縣昭餘書院，優游林下數十年。卒年七十有餘，臨終前自己撰寫墓志銘，以免他人書寫時對其贊譽言過其實。光緒《榆次縣續志》有傳。

## 著作
王序賓工詩文，著有《相圃文集》、《論語俗說》等書。曾參撰同治《榆次县志》。